# Eriocnemis glaucopoides
Eriocnemis glaucopoides là một loài chim trong họ Trochilidae.
Loài chim này được tìm thấy ở Argentina và Bolivia. Môi trường sống tự nhiên của chúng là rừng núi ẩm nhiệt đới hoặc cận nhiệt đới và rừng trước đây suy thoái nghiêm trọng.